# ソード・ワールド2.0リプレイ from USA
『ソード・ワールド2.0リプレイ from USA』（ソード・ワールド2.0リプレイ フロム ユーエスエー）は、グループSNEによるテーブルトークRPG (TRPG) 「ソード・ワールド2.0」のリプレイ集である。ゲームマスター (GM) および執筆はベーテ・有理・黒崎。イラストレーターはH2SO4と双葉ますみである。

## 概要
表題の通り、アメリカ合衆国 (USA) 出身のベーテ・有理・黒崎をGMに据え、彼の視点から見た異文化としての日本のTRPGの描写を交えた作品。ベーテによれば、TRPG発祥の地であるアメリカにはそもそもリプレイという文化は存在せず、インドア系の趣味を持つ子供はごく自然に周囲の年長者からTRPGを教わるという。元来は派生ジャンルであるコンピュータRPGのほうが先行して広く定着した日本において、TRPGを紹介するための読み物として発展したのがリプレイである。その影響があるためか日本人プレイヤーは、時に自ら不利な状況に身を置いてまでも仲間と協力して「物語を創る」ことを目指す傾向があるらしく、個々人の利益を追求するアメリカ式プレイに慣れていたベーテが新鮮な驚きを覚える様子が1巻で描かれている。
上記のように本作ではGMの個性を強く打ち出しているため、ベーテ自身のイラストが全巻で表紙に描かれており、本文挿絵にも時折登場している。また、各巻に双葉ますみの4コマ漫画が何話か挿入されており、GMとプレイヤーキャラクター (PC) たちの掛け合いがディフォルメされて描かれている。
本編の前日談として、『ドラゴンマガジン』2011年1 - 5月号に全3話で外伝「蛮域脱出 -デルフラムエスケープ-」が掲載された。この外伝は加筆修正のうえで第5巻に収録された。
6巻収録のセッション中にパーティ名称を決めようとしたがまとまらず、読者から案を公募することになった。7巻で寄せられた案をいくつか紹介した後、8巻で決定名称「ガッデムガーディアンズ」が劇中でも用いられるようになった。
10巻でいったん物語は完結したが、後日談として11巻が刊行され、「ソード・ワールド2.0」のリプレイとしては『新米女神の勇者たち』に並ぶ長編となった。

## 舞台
《集いの国リオス》の第2の都市リリオがPCたちの拠点となる。リリオは鉱山運営に携わるドワーフ中心の「山派」、河川交易を取り締まるエルフ中心の「河派」、そしてどちらにも属さない「中庸派」の3勢力によって支配されている。中庸派を統括するのはリリオ評議会議長であるが、それぞれ副議長を務める山派と河派のトップが実質的に権力を握っているに等しい。中庸派の戦力として騎士団が存在するが、警邏隊が箔づけのためにそう名乗っているに過ぎず（議会制の国なのでそもそも騎士という身分がない）、山派・河派の私兵団の戦力を越えることも求められていないため、騎士団員は実直だが凡庸な人物ばかりである。
リオスの首都ラスベートはリリオよりもさらに栄えているが、それだけに抱える闇も深く、陰謀や策略が見えないところでうごめいている。リリオが蛮族軍に包囲されたにもかかわらず、アイヤールへの敵愾心や自己防衛優先主義のせいで援軍を送ろうとしないのもその一端の現れである。

## あらすじ
魔剣を持たないドレイクのアンセルムは、悪しき兄ギュスターヴの野望をつぶすため、クリフとともに人族の街リリオを目指していた。旅の途中で冒険者のエリヤ、ウィスト、ミケと知り合った彼らは、そのまま仲間に加わり、自らも冒険者となる。蛮族という出自を抱えつつも、アンセルムは少しずつリリオでの信頼を築いていく。
リリオを狙って暗躍していたギュスターヴ配下の「四札将」はアンセルムたちに打ち破られたが、ついに到来した蛮族軍によって街が包囲される。孤立無援に陥ったリリオを救うには隣国アイヤールからの援軍が必要と判断したアンセルムたちは、政治的な交渉のために首都ラスベートへと向かう。極右勢力の妨害を退けてラスベートの意思をまとめ上げることに一役買った彼らは、さらにアイヤールに乗り込み、援軍派遣の足かせとなっていた蛮族の陰謀をくじく。先遣部隊とともにリリオに帰還した彼らは、ついにギュスターヴとの決戦の時を迎える。
いったん戦場から退いたギュスターヴがリリオに潜入したのを知ったアンセルムらは、蛮族軍の攻城兵器を奪取して街に乗り込み、住民が次々とアンデッドに変えられているのを目撃する。それ以上の凶行を阻止するため追跡に出た一行によってギュスターヴは討たれたが、彼は死の間際に魔剣の力によって街中に塔を出現させ、それと同時にリリオ周辺の死者がアンデッドとなり無差別に暴れ始める。塔内に突入したアンセルムらは、亡者と化したギュスターヴを再び倒し、塔を消し去る。
だがその直後、ラスベートが蛮族とアンデッドの群れによって占拠されたという報が入る。荒れ果てた街に潜入したガッデムガーディアンズは、ギュスターヴの友人だったギルディゴールを討ち、人族反撃の端緒を造る。ラスベート解放後、公の場での表彰を断った彼らは、パーティを解散してそれぞれの道を歩き出した。
その半年後、ガッデムガーディアンズの偽者がリオス北東部に自分たちの国「ガッデムキングダム」を作ると宣言。この事態に再集結したアンセルムたちは、身の証を立てるため偽者たちに戦いを挑む。

## 登場人物

### ガッデムガーディアンズ（プレイヤーキャラクター）
アンセルム・ベレスファースト
ドレイク / 男 / 17歳 【冒険者技能】ファイター、コンジャラー、アルケミスト、エンハンサー、スカウト
ディルフラムに領を構えるドレイクバロンの息子として生まれながら、種族の証である魔剣を持たなかったため、できそこないとして扱われてきた。自ら剣を鍛えれば一人前になれるのではと考え、奴隷区画の人間の鍛冶師に弟子入りし、その孫娘とも親しくなったが、ある日兄ギュスターヴに呼ばれてみると彼女が食事として供されていた。アンセルムは激昂のあまり兄を斬りつけてそのまま出奔。ギュスターヴの脅威を訴えるために人族の領域へと足を踏み入れた。
人族に受け入れられるように努力を重ね、今なお剣を鍛え続けるなど実直な性格だが、同族については激しい憎悪をむき出しにする。過去の経緯から、もはや人族を食することはできない。
ようやく完成させた剣に「インフィニット」と名をつけたが、彼の不用意な発言から「ガッデムブレード」という名前も生まれてしまい、むしろそちらが定着しつつある。
隠し特技として、ベレスファースト家に代々伝わる尋問法「悶絶油地獄」を習得している。その詳細はパンツ姿になった全身の肌に油を塗りたくって相手にぬめぬめとからみつくという恐ろしいものである。アンセルムによれば父と兄、そして叔父のフィルゲンもこの尋問法を使うそうだが、彼の言うフィルゲンが『新米女神の勇者たち』に登場するドレイクと同一人物なのかは定かではない。
ラスベート解放後はリリオの郊外に仲間全員で暮らせる大きな家を建てたが、みなが新しい旅に出てしまったため、ウィスト、ジェンシェンとともにフレイアを育てる静かな生活を送っている。
半年が経過したころはウィストに甘やかされてすっかり太っており、顔を合わせた相手からは敵であれ味方であれ驚かれていた。
クリフォード（クリフ）
人間 / 男 / 17歳 【冒険者技能】マギテック、シューター、レンジャー、スカウト（2巻より）、アルケミスト（8巻より）、エンハンサー（10巻より）、ウォーリーダー（11巻より）
騎士団の蛮族退治に魔動機師として参加したが、敗退して捕らえられていた。アンセルムによって救出されて以降、彼と行動を共にしている。
「姫騎士」に対して異様な執着を見せており、金属鎧をまとった美しい女性なら誰かれ構わず口説こうとする。味方であればエリヤ、敵であればセレネと、関心の抱き方にはまったく節操がない。命の恩人であるアンセルムを決して見捨てようとしないなど、実際には仲間内で一番のお人好しなのだが、普段の変態的言動がそうした美点を覆い隠している。
真剣に女性に迫られるのは苦手であり、エリヤから誘いを受けるようになると急に逃げ出そうとする。
一連の戦いの根底にあった危険な魔動機械「デスリジェクター」について多少なりとも知る立場となったので、戦後はアンセルムらの平穏を乱さないように姿を消し、デスリジェクターによる被害を修復するための旅に出た。魔法の道具で女性の容姿になっており、かつての仲間にもその行方は知れずにいた。
しかしイエルウェンの配下に正体を感づかれていたため、ガッデムキングダム事件に際し呼び戻され、クリフの双子の妹「クリスティーナ」を名乗ってガッデムガーディアンズに合流。巧みに素性を隠し続けたが、いつしかエリヤ以外には露見していたことを悟って、最後にはクリフの姿に戻った。
エリヤ・キングフィッシャー
人間 / 女 / 17歳 【冒険者技能】プリースト（ザイア）、ファイター、エンハンサー
リリオの没落した旧家の出身。高位のザイア神官だった祖母にあこがれており、自らも弱者を守る盾となるべく、髪をバッサリと切り落して騎士団に入った。しかし女性を蔑視する上司を殴り飛ばしてしまい、退団の憂き目にあう。一介の冒険者となった現在でも、ザイア神官としての誓いは忘れていない。冒険者としての経歴を積むうちに騎士団への複雑な感情は薄れ、髪も伸ばしつつある。
眼と愛用のマニキュアの色にちなんで「翡翠の使い手」と呼ばれていたが、後に正式な二つ名として「翡翠の守り手」を名乗る。人の話を真に受ける傾向があり、クリフに振り回されることが多い。
戦後はプラチナやセレネとともにリオスの各地を巡り歩いている。姿を消したクリフには未練があるようだ。
ウィスタリア（ウィスト）
ナイトメア / 女 / 外見15 - 16歳 【冒険者技能】ソーサラー、フェアリーテイマー、セージ、ウォーリーダー（7巻より）、コンジャラー（10巻より）
ラスベートの旧家「ヴィオレイン家」の出身。ナイトメアという忌み子として生まれながらも、ほかに後継ぎがいなかったため男子として育てられた。弟が生まれたために用済みとなり、娼館に送られたが、教育だけを受けて客を取らされる前に逃げ出した。男装暮らしの名残で今でも一人称は「ボク」である。
世間知らずを自称するが、実際の言動はかなり現実的である。アンセルムに対してはなにかと辛辣な態度をとるが、いつの間にか彼から金の無心を受けるようになった。さらにフレイアの世話や弟ジェンシェンの相手に忙殺され、「施しの女神ウィスタリア」と祀り上げられるにいたって閉口している。
ラスベート潜入時、父が扱っていた麻薬をすべて焼却し、彼の足に戦鎚を落として説教、さらに蛮族のアンセルムを伴侶として紹介するという形で復讐を遂げる。戦後は弟ともどもアンセルムの家で暮らしている。
アンセルムを甘やかし続けた結果、彼をすっかり太らせてしまったが、日々の生活で徐々に変化していったのを見続けて慣れていたため、他人に指摘されるまで気づかずにいた。
ミケ・ルドルフ・タマ
グラスランナー / 女 / 15歳 【冒険者技能】スカウト、フェンサー、アルケミスト、エンハンサー
名前の由来となった友人2人とバンドを組む約束をしていたが、楽器購入資金のための仕事中に飛空船の上から川へと落下。溺れかけていたところをエリヤとウィストに助けられ、仲間となった。
種族の例にたがわず天真爛漫で、クリフに容赦なく突っ込みを入れる。
ダイスの出目とプレイヤーの意向の関係でグラスランナーにしては非常に生命力及び筋力がある。
パーティ解散後はどこかに旅に出たが、ときおりアンセルムの家に戻ってきては用意された自分の部屋に泊まっていくことを繰り返している。

### リリオの住人
ダルガー・ソーカック
PCたちが所属する冒険者の店〈酔いどれ山羊亭〉を経営するドワーフ。乾酪職人（チーズメイカー）の技能を有し、客に自作のチーズを食べてもらいたがっている。店名の由来でもある、ワインで洗い漬け込んだ山羊乳のチーズ「ドランクンゴート」が名物。
ウルゲン・アルマーク
リリオ評議会副議長にして山派のトップ。「鉱王」の異名を持つドワーフである。グレンダール神官長モリックの知らせを受けてアンセルムの人柄を見極めに現れ、課された試練を乗り越えた彼のことを認める。
イエルウェン・ドラヴリンダル
評議会副議長にして河派のトップ。スタイルの良いエルフ女性。目的のためなら手段を選ばない危険な人物である。
レンバート・スヴェイン
評議会議長。心労のあまりハゲかけた人間の中年男性。
読者から寄せられたパーティ名称案の中には、まったく関係のない彼の髪の薄さを題材にしたものがあった。
レイナ
レンバートの娘で、騎士見習い。蛮族にさらわれかけたところを救われて以来、アンセルムにあこがれている。
リリオ包囲戦では危うくギュスターヴの手にかかるところだったが、アンセルムが駆けつけるまで彼のことを信じ続けていた。
ルージュ
ルビーのように美しい鱗に包まれたリルドラケンで、「美しき鮮紅の竜人」の異名を持つ。レンバート議長の個人的な護衛であり、騎士団の特別顧問も務める。もともとリルドラケンの男女は異種族には区別しにくいが、ルージュの性別は誰も知らない。つやっぽいお姉さま口調でしゃべる。
ハルガン・ソーカック
鉱王ウルゲン配下の中でも虎の子とされる30人のドワーフソーサラー、その名も「ドワーフ爆炎特攻部隊」のリーダー。ファイアボールを連発しながら斧を振り回して進む彼らは驚異的な突破力を誇る。
ボウモア
琥珀色の鱗を持つ太ったリルドラケンの商人。種族の遺産として魔動孵卵器を保存しており、ドレイクの卵を預かったアンセルムたちが借り受けに会いに行くことになった。
グリッツ・ホーエンフィールド
ザイア神官長。高い地位にもかかわらず率先して神殿の清掃を行うような、温厚な好々爺。信仰に悩むエリヤをやさしく諭す、徳の高い人物。
オフガル・ワイザーデン
山派の高官で、ウルゲンの右腕的存在のドワーフ。“守りの剣”の所在を探るザルゲアに拷問を受けて重傷を負う。クリフによって、〈夜の姫騎士〉亭といういかがわしい店の飲み友達という設定が無理やり付け加えられた。
アンドリュー・バーキー
中庸派に属する中年男性。前任者の死によって、“守りの剣”を管理する都市防衛部の長官に就任した。やはりクリフの飲み友達で、自分好みの鎧を騎士団の女性団員に着せようと目論んでいる。
ルシエラ・テルペリエール
エルフ女性。リリオからラスベートへの密使として、アイヤールへの援軍要請の話を通しにいく。

### 蛮族
ギュスターヴ・ベレスファースト
アンセルムの兄。優秀だが残忍であり、常に不出来な弟をいじめ、ついにはアンセルムの最愛の女性を「夕食」にしてしまった。
トランプになぞらえた四札将（スートジェネラル）をはじめとする部下を抱えており、リリオに差し向けてくる。部下の選考については、単純な強さよりも面白い個性を有しているかどうかを重視しているようである。
リリオ攻略の指揮官として兵を差し向ける一方、人形を通じてアンセルムに帰参を要求してくる。それが拒絶されると、リリオに侵入して住民を魔剣でアンデッドに変える作戦に出るが、犠牲者に騎士団や〈夜の姫騎士〉亭の女の子たちがいたことで激昂したクリフの猛攻を受け、それが原因で敗死する。
その後、自らもレブナントと化して復活し、リリオ包囲軍をもアンデッドとするが、アンセルムに斬られて今度こそ本当に滅びた。
彼の遺骨はアンセルムが大事に保管している。
セレネ
四札将のダイヤであり、「闇夜の姫騎士」の異名を持つナイトメア。迫害されてきた過去から人族を憎んでおり、蛮族にくみするダークナイトとなった。ギュスターヴとは単なる主従関係だが、セレネ自身は彼にあこがれていた。
アンセルムたちにレイナ誘拐を阻まれて捕縛された。牢内ではおとなしくしていたが、彼女を「セレ姐さん」と呼んでつきまとってくるクリフに辟易していた。冷酷な風を装っているが、尋問の巻き添えで散々な目にあわされたウィストを気遣うなど根はやさしい。
ザルゲアの手引きで脱獄して生まれたばかりのフレイアを誘拐するが、彼女を生贄にささげれば帰還を許されると言われても手にかけることができず、逆にかばってしまう。アンセルムに諭された彼女は、教えられたコボルドの隠れ里へと悔悟の涙に暮れながら去っていった。
ラスベート解放戦後はしばらくエリヤやプラチナとリリオの各所を旅していた。
シャドウファング
四札将の監視者であり、必要に応じて粛清も行う暗殺者「ジョーカー」。セレネも知らなかったその正体は、軽視されやすい種族特性を活かして密偵として鍛えられた「コボルド・ニンジャマスター」だった。
捕らわれたセレネの抹殺に動くが、アンセルムたちに返り討ちにあう。彼の所持していた、合言葉に応じて刀身が見えにくくなる魔剣「幻刀・朧」は、ミケの手に渡った。
レーゼン
アンセルムの従兄。気位は高いが才覚には欠け、魔法も苦手としている。ギュスターヴから預かった兵力をみすみす失い、本人もクリフにとどめを刺される。
イザベラ・ベリンガー
ギュスターヴの婚約者だったドレイク女性。かつては傲岸でサディスティックな性格であり、アンセルムをいじめ抜いていた。また、クリフを捕縛してペットとして飼っていたのも彼女である。
しかしクリフを捨てて赴いた戦いで魔剣を破損、一命を取り留めたものの力と覇気を失ってしまう。その折にギュスターヴの子を身ごもっていることに気づいた彼女は、自分と子供が「出来損ない」として処刑されることを恐れて逃亡する。
悩んだ末にイザベラはリリオに忍び込んで、産んだ卵を無言でアンセルムに託すことにした。その後、追っ手であるオーガのザーフから救われた際にクリフたちから問い詰められるものの、まだ母としての自信が持てないと述べ、再び姿を消した。
当初はうまく身を隠していたが、リリオ包囲戦が始まると蛮族軍に捕縛され、人族への使者に仕立て上げられる。
フレイア
イザベラの娘で、アンセルムにとっては姪に当たる。名前の由来は、赤毛であることからフレイム（炎）に「アンセルム」の頭文字を加えたもの。胎内にいたときに母が被った衝撃のせいか、魔剣を破損した未熟児として生まれてきた。
ザルゲア
四札将のクラブであるゴブリン。相手を嘲笑しながらいたぶるような口調でしゃべる。かつては単なるコンジャラーだったが、現在は左腕を魔神ダルグブーリーのものに改造されており、影を渡って転移したり魔神を召喚するなどさまざまな特殊能力を得ている。
フレイアの資質を見極めに現れるが、彼女が未熟児と判明するやセレネに命じて生贄として使おうとする。それはアンセルムたちに阻まれたものの、本人は転移能力で逃走した。その後もリリオの内紛をあおり“守りの剣”を奪うために暗躍するが、市内に強力な魔神を召喚する企みを見破られ、アンセルムたちに討たれた。
ギルディゴール・ド・ドラクール
ヴァンパイア・ドラッヘ（リルドラケンのノスフェラトゥ）。ラーリス神官にしてギュスターヴの友人。蛮族とアンデッドを率いてラスベートを占領した。
実はリルドラケンというのは偽りで、剣を持たなかったドレイクが竜形態のままノスフェラトゥ化したものだった。自身と似たような経歴のアンセルムに興味を持ち、彼を仲間に引き入れようとした。

### 冒険者
スコット
エリヤの幼なじみ。冒険者として一旗あげようと、イアンとともにリリオを飛び出したが、実力が伴わなかったため成功には恵まれなかった。首なし武者デュラハンに狙われたイアンを見捨てて逃亡してからアンデッドの襲撃に悩まされるようになり、自分を介抱してくれた村娘のエレンの元からも逃げ出した。以来、廃村に隠れ住む日々を送っていたが、偶然に再会したエリヤたちに連れられてエレンの村に向かい、亡者と化したイアンやデュラハンと対峙する。今度こそ勇気を出してデュラハンに立ち向かうことができたスコットは、償いのために出家して村の復興に尽力することを誓った。
イアン・フランクリン
エリヤの幼なじみ。ザイアの神官かつ真語術師として順調に経験を積んでいたが、スコットに見捨てられたためデュラハンに殺害される。その後、死の神ザールギアスのしもべとして蘇ったイアンは、スコットに亡者の群れを差し向けて追い詰める一方で、彼を助けたエレンの村を死の恐怖で支配。彼女を生贄にささげてしまった。村に現れたエリヤのことも殺そうとしたが、アンセルムに斬られて倒されることで彼の魂は妄執から解放された。

### アイヤールの人物
イルヴァン・アルマーク
"鉱王"ウルゲンのひとり息子。現在はアイヤールの《深淵領》グロンドへ技術交流のために出向している。「奇才」と呼ばれるほどの鍛冶師で、奇抜な魔剣の開発に没頭している。
セラフィナ・カエラ・アイヤール（フィーナ）
行方不明の妹の手がかりを求めてリリオを訪れた凄腕の女戦士として登場。探索が空振りに終わった失意のあまりに痛飲し、持ち主の真の願いを読み取るという「心剣イデア」を酔って落としたため街中で迷宮を発生させてしまう。事態収拾のためにアンセルムたちの手を借りて魔剣の迷宮に挑戦するが、イデアの性質ゆえに迷宮内では「酒場のにぎやかな雰囲気が好き」「真っ暗なところでは眠れない」などの恥ずかしい秘密を次々と暴露され、終始赤面していた。
その正体は、アイヤールの女帝セラフィナその人であり、アンセルムたちからは前述の経緯から「ドジっ娘女帝」と呼ばれる。
マシュー・イーヴァルト
《北剣領》の領主である40代の人間男性。体調不良を理由に、リオスへの援軍派遣に必要な印璽の提示を拒んでいた。妻子を喪った後に嫁いできたミンシアの正体がリャナンシーで彼女に操られており、アンセルムたちに解放されて正気に戻ると援軍派遣にもすぐに同意した。
ドルゴン・サーバイン
青みがかった灰色の鱗をしたリルドラケンの軍人。ドラクロア将軍と同じ氏族の出であり、将軍の名代としてリリオへの援軍の総指揮官を務める。
シャルロット・フィルスター
アイヤール蒼穹騎士団副団長の女性。ジャスティン団長の乳母の子にあたり、彼女のことを公私双方の立場から案じている。リリオへの援軍の先遣部隊指揮官を務める。

### ラスベートの人物
ゴードン・ヘルディマイアー
かつてはリオス国軍の一団を預かっていたという老騎士。現在は予備役の身だが、リリオの危機を見過ごすことができずに駆けつける。しかし高齢のためゴブリンに苦戦するほどの腕前でしかなく、逆にアンセルムたちに助けられた。
カラグリン・メルスワール
柔和な顔をしたエルフ男性。イエルウィンの部下で、ドラヴリンダル商会ラスベート支部代表を任せられている。同時にリリオの大使のような役割も果たしている。
ケヴィン・レアド
ラスベート副首相。妻がセラフィナの叔母であり、アイヤールとも繋がりを持つため、反アイヤール派からにらまれている。
グレイス・コンヴァース
ケヴィンの秘書の女性。かつては極右勢力《十三騎士団》の一派《魔竜騎士団》の構成員であり、ケヴィンへの使い捨ての刺客として差し向けられたが、反対に彼によって命を救われ、それ以来彼に仕えている。アンセルムたちからは愛人なのではないかと勘ぐられていたが、ケヴィンは一途な愛妻家であるため、彼女が慕ってもそうした意味では受け入れてもらえないらしい。
アイヤールへの使者としてアンセルムたちに同行する。
セス・ホードソン
ラスベートの議員。反アイヤール派の急先鋒で、同国と関係の深いリリオのこともよく思っていない。
実は《十三騎士団》の第5位にして《魔竜騎士団》の長「魔竜卿」である。ケヴィンを拉致した上でアンセルムたちも始末しようとしたが、仲間を先に倒されていたのがあだとなって敗れ、捕縛された。
サフィ・リマニ
リオス国首相。種族や年齢にかかわらず女性に愛を振りまくダンディな男。
ヴィオレイン家当主
ウィストとジェンシェンの父親。しかし息子を溺愛する一方で、かつて売り飛ばした娘の存在は忌まわしく思っている。
ウィストの気持ちを汲み彼女に無断のまま代理で訪れたアンセルムとクリフに脅されるような形で、アイヤール渡航のための飛空船を貸与する。
実は麻薬組織「黒き法典」とつながりがあり、街が蛮族に占拠された後も薬物を頒布していた。怒ったウィストにより麻薬をすべて燃やされ、娘の伴侶が蛮族（アンセルムのこと）だと知らされるという形で復讐を受ける。
ジェンシェン・ヴィオレイン（ジェニー）
ウィストの妹。と見せかけて実は生き別れの姉のことが気になるあまり、自ら女装するようになった弟だった。ラスベートを訪れたウィストを執念で探し出し、以後ベタベタとつきまとう。
かつて邪神テメリオを崇める「恵みの杯教団」に誘拐されて信者に仕立て上げられており、真の目的は刺客としてウィストを狙うことにあった。だがそれも姉を他人の手に渡したくないゆえであり、クリフにウィストを女神として崇めるようそそのかされると、あっさり棄教した。
飛空船に密航してアイヤールまで同行してきた彼の処遇には一同も頭を悩ませたが、国に帰すわけにもいかずリリオまで連れて行くことになった。包囲戦時には、多忙な姉たちに代わってフレイアの面倒を見ている。戦後は姉とともにアンセルムの家で暮らしている。
ヨーク・バイルガンド
犯罪組織「夜を統べる者達（ナイトレイダーズ）」の幹部。風俗やカジノの元締めであり、ヴィオレイン家からウィストを買ったのは彼の部下である。蛮族や敵対組織に占拠されて荒らされた街を取り戻すため、政府に協力する。

### 外伝の登場人物
プラチナ
ラミア / 女 / 40歳 【冒険者技能】プリースト（アステリア）、スカウト、セージ
アンセルムとクリフのデルフラム脱出を手引きした女性。その正体は人族の生き血を必要とするラミアであり、クリフの血の味を気に入って「お弁当」扱いしていたため、彼からは疎まれていた。
いったんはアンセルムたちを連れて自分を育ててくれたダークトロールが長を務める村に身を寄せたが、その後1年ほど旅をしてコボルドの隠れ里にたどり着くと、その地を守るために留まることに決め、ふたりと別れた。
担当プレイヤーはウィストと同じであり、本編にNPCとして再度出演した際は実際にウィストのプレイヤーが演出を担当した。
ラスベート解放戦後はしばらくエリヤやセレネとリリオの各所を旅していた。
グリムジョー
四札将のスペードであるケンタウロス。体には刺青をほどこし頭はモヒカン刈りという強面で、同族に協調できずに出奔してギュスターヴの配下となった経緯がある。
デルフラムを脱出したアンセルムたちを追撃するが、力及ばず敗れ去った。
その後、オグルゥの腕を移植する魔改造によって“凶将”イビルジョーとして蘇生。リリオ包囲戦でアンセルムに雪辱を試みるが、再び敗れた。
レディー・ババ
ゴブリンの女。ギュスターヴに到底かなわぬ想いを寄せていたところ、ラーリス神の啓示を受けて自由奔放に振舞うようになる。その奇抜さが気に入られてギュスターヴの茶飲み友達になることができた。
「フリーダム盗賊団」を率いてプラチナの故郷を好きなように荒らしまわるが、アンセルムたちに討たれた。
その後の経緯はガッデムキングダムの節を参照。
オグルゥ
四札将のハートである、でっぷりと太ったボガード。その肉体に鈍器の類は有効ではなく、また肌が敏感であるため不意打ちも察知されてしまう。
コボルドの隠れ里を制圧し、さまざまな罠を仕掛けていたらしいが、奇策を弄さず真正面から戦いを挑んだアンセルムには通じなかった。
その後の経緯はガッデムキングダムの節を参照。
ジョン
アンセルムの顔見知りのコボルド。不器用だったために屋敷を追い出され、その後は隠れ里で暮らしていた。
ピーター
人間の猟師。コボルドもろともオグルゥに捕らえられていたが、アンセルムたちの活躍で解放される。ラミアであるプラチナのことを受け入れ、旅立つクリフに代わって彼女に血を供給することになった。

### ガッデムキングダム
"闇夜之凶鴉" ミケ
レイブン・エクシュキューショナー。ミケの偽者だが、名前が紛らわしいため MIKE をもじって「マイク」と呼ばれた。本名はシャドウクローといい、師であるシャドウファングの形見「幻刀・朧」を本物のミケから取り戻そうとした。
"姫騎士大公" クリフォード
オグルゥがギュスターヴとギルディゴールに魔改造されて蘇った姿。右腕が銃、左腕はドリル、頭にはマギスフィアという無残な状態だが、ギュスターヴへの忠誠心は変わっていなかった。
フェイジン
ドゥイフォモール。ラスベート攻防戦で敗退を余儀なくされたため、満足のいく戦いを求めてガッデムガーディアンズに挑む。ひとり偽名を用いず、正々堂々とした勝負にこだわる根っからの武人。趣味は笛の演奏。
"女神の大盾" エリヤ
緑色の髪のハイゴブリンファナティック。偽ウィストの守護者であり、最期は彼女に生命を捧げた。
"施しの女神" ウィスタリア
ハイゴブリンファナティックへと転生したレディー・ババ。愛するギュスターヴを蘇らせるための肉体の素材としてアンセルムをおびき寄せるようと、一連の計画を企てた。
"ガッデムキング" アンセルム・ベレスファースト
16歳のときのアンセルムを模したドッペルゲンガー。ギュスターヴを強く慕っており、魔神である自分では魂の輪廻を通じた再会がかなわないことから、偽ウィストとともに彼を蘇らせる計画を主導した。

## 書誌情報
- ソード・ワールド2.0リプレイ from USA (1) 蛮族英雄 -バルバロスヒーロー- ISBN 978-4-8291-4598-2
- ソード・ワールド2.0リプレイ from USA (2) 姫騎士襲撃 -プリンセスナイト- ISBN 978-4-8291-4612-5
- ソード・ワールド2.0リプレイ from USA (3) 竜魔争鳴 -ラヴコンフリクト- ISBN 978-4-8291-4626-2
- ソード・ワールド2.0リプレイ from USA (4) 魔神跳梁 -デーモンランブル- ISBN 978-4-8291-4650-7
- ソード・ワールド2.0リプレイ from USA (5) 鉄姫降臨 -アイアンレディ- ISBN 978-4-8291-4665-1
- ソード・ワールド2.0リプレイ from USA (6) 蛮竜侵撃 -ドレイクストライク- ISBN 978-4-8291-4680-4
- ソード・ワールド2.0リプレイ from USA (7) 蒼天騒乱 -ライオットスカイ- ISBN 978-4-8291-4699-6
- ソード・ワールド2.0リプレイ from USA (8) 双剣相剋 -デュアルブラッド- ISBN 978-4-8291-4719-1
- ソード・ワールド2.0リプレイ from USA (9) 闇塔閻舞 -ダンスマカブル- ISBN 978-4-8291-4732-0
- ソード・ワールド2.0リプレイ from USA (10) 英雄之剣 -アンセルムズソード- ISBN 978-4-04-712923-8
- ソード・ワールド2.0リプレイ from USA (11) 蛮勇再臨 -ガッデムアゲイン- ISBN 978-4-04-070044-1